# 9913 Humperdinck
A 9913 Humperdinck (ideiglenes jelöléssel 4071 T-3) a Naprendszer kisbolygóövében található aszteroida. Cornelis Johannes van Houten, Ingrid van Houten-Groeneveld és Tom Gehrels fedezte fel 1977. október 16-án.
Nevét Engelbert Humperdinck (1854–1921) német zeneszerző után kapta.